# Juan Manuel de Ayala
Juan Manuel de Ayala (Csuna, 1745. december 28. – 1797. december 30.) spanyol tengerésztiszt, aki jelentős szerepet játszott Kalifornia felfedezésében.
1775-ben fedezte fel a San Franciscó-öblöt. Az öböl közepén található szigetet ő nevezte el a Pelikánok szigetének (régies spanyol nyelven La Isla de los Alcatraces). 
Ő és hajója, a San Carlos legénysége voltak az első európaiak a San Francisco-öbölben.